# Усманов, Юсуф Абдрахманович
Усманов Юсуф Абдрахманович (баш. Усманов Йософ Абдрахман улы;  8 июля 1903 года в деревне Старокилимово Белебеевского уезда Уфимской губерни — 1 февраля 1993 года, Уфа) — агрохимик, доктор сельскохозяйственных наук (1968), профессор (1961), заслуженный деятель науки РСФСР (1971), заслуженный деятель науки БАССР (1957), отличник социалистического сельского хозяйства СССР (1971). 

## Биография
Усманов Юсуф Абдрахманович родился 8 июля 1903 года в деревне Старокилимово Белебеевского уезда Уфимской губерни, ныне село Килимово Буздякского районана Республики Башкортостан.
В 1930 году окончил Московскую сельскохозяйственную академию имени К. А. Тимирязева. В дальнейшем работал в Башкирском сельскохозяйственном институте.
С 1931 возглавил лабораторию агрохимии и почвоведения, в 1934—1935 и 1947—1949 годах был назначен деканом агрономического факультета.  В 1950—78 годах был заведующим кафедры агрохимии в этом же институте. Усманов внёс значительный вклад в развитие агрохимии республики Башкортостан. Его научная деятельность посвящена вопросам повышения плодородия почвы, проблемам азотного и фосфорного питания растений, гипсования почвы, известкования почвы и другие. Ое предложил  систему применения минеральных удобрений, органических удобрений, зелёного удобрения, установил эффективность внесения фосфоритов Ашинского и Симского месторождений Челябинской области под различные сельскохозяйственные культуры.

## Научная деятельность и награды
Усманов Юсуф Абдрахманович является автором более 260 научных работ, посвященных повышению плодородия почвы. Был депутатом  Верховного совета БАССР 2-го созыва. Награждён орденами Трудового Красного Знамени (1957), Дружбы народов (1980), “Знак Почёта” (1944, 1966).

## Память
Его именем  названа улица в селе Килимово Буздякского района Республики Башкортостан.